# ジェームズ・パンテミス
ジェームズ・パンデミス（1997年2月21日 - ）はカナダのサッカー選手。ポジションはGK。

## 経歴
CFモントリオールのアカデミー出身で、2016年にリザーブチームに加入し5月2日にデビューした。その後、負傷離脱を経験するも、印象的なプレーから、復帰後は2017年9月にはボローニャFCのトレーニングの参加が許され、11月にはトップチームと契約した。
2022シーズン終了後にチームを退団した。
2024年1月5日、ポートランド・ティンバーズに移籍した。

### 代表歴
2017年6月、キュラソー代表との親善試合でA代表に初招集される。
2022 FIFAワールドカップの本大会メンバーにも選出された。